# Tierra de nuestros mayores
Tierra de nuestros mayores es una película filmada en colores coproducción de Uruguay y Argentina dirigida por Manuel Aris sobre su propio guion escrito en colaboración con Germán Fernández Fraga que se estrenó el 21 de julio de 1960 y que tuvo como protagonistas a Amalia Sánchez Ariño, Francisco Fernández y Manuel Aris.

## Sinopsis
Es un semidocumental sobre Galicia en el cual además de los actores convocados actúan pobladores de distintos pueblos de Galicia.

## Reparto
- Amalia Sánchez Ariño
- Francisco Fernández
- Manuel Aris